# پوتونی
پوتونی (به مجاری:  Potony) یک منطقهٔ مسکونی در مجارستان است که در ناحیه بارچ واقع شده‌است. پوتونی ۱۵٫۹ کیلومتر مربع مساحت و ۱۷۶ نفر جمعیت دارد.